# العلاقات البالاوية التنزانية
العلاقات البالاوية التنزانية هي العلاقات الثنائية التي تجمع بين بالاو وتنزانيا.

## مقارنة بين البلدين
هذه مقارنة عامة ومرجعية للدولتين:
| وجه المقارنة                                              | بالاو                         | تنزانيا                        |
| --------------------------------------------------------- | ----------------------------- | ------------------------------ |
| المساحة (كم2)                                             | 465                           | 947.30 ألف                     |
| عدد السكان (نسمة)                                         | 21.73 ألف                     | 57.31 مليون                    |
| الكثافة السكانية (ن./كم²)                                 | 4.67 ألف                      | 60.5                           |
| العاصمة                                                   | نغيرولمود، كورور              | دودوما                         |
| اللغة الرسمية                                             | لغة إنجليزية، اللغة البالاوية | اللغة السواحلية، لغة إنجليزية  |
| العملة                                                    | دولار أمريكي                  | شيلينغ تانزاني                 |
| الناتج المحلي الإجمالي (بليون دولار)                      | 291.54 مليون                  | 52.09 مليار                    |
| الناتج المحلي الإجمالي (تعادل القوة الشرائية) بليون دولار | 326.12 مليون                  | 138.73 مليار                   |
| الناتج المحلي الإجمالي الاسمي للفرد دولار أمريكي          | 13.50 ألف                     | 878                            |
| الناتج المحلي الإجمالي للفرد دولار أمريكي                 | 14.76 ألف                     | 2.54 ألف                       |
| مؤشر التنمية البشرية                                      | 0.780                         | 0.521                          |
| رمز المكالمات الدولي                                      | +680                          | +255                           |
| رمز الإنترنت                                              | .pw                           | .tz                            |
| المنطقة الزمنية                                           | ت ع م+09:00                   | ت ع م+03:00، توقيت شرق أفريقيا |

## منظمات دولية مشتركة
يشترك البلدان في عضوية مجموعة من المنظمات الدولية، منها:
| علم المنظمة | اسم المنظمة                                 | تاريخ انضمام بالاو | تاريخ انضمام تنزانيا |
| ----------- | ------------------------------------------- | ------------------ | -------------------- |
|             | مجموعة دول أفريقيا والكاريبي والمحيط الهادئ | ?                  | ?                    |
|             | مؤسسة التنمية الدولية                       | 16 ديسمبر 1997     | 6 نوفمبر 1962        |
|             | الأمم المتحدة                               | 15 ديسمبر 1994     | 14 ديسمبر 1961       |
|             | البنك الدولي للإنشاء والتعمير               | 16 ديسمبر 1997     | 10 سبتمبر 1962       |
|             | منظمة حظر الأسلحة الكيميائية                | ?                  | ?                    |
|             | مؤسسة التمويل الدولية                       | 16 ديسمبر 1997     | 10 سبتمبر 1962       |
|             | وكالة ضمان الاستثمار متعدد الأطراف          | 16 ديسمبر 1997     | 19 يونيو 1992        |
|             | يونسكو                                      | 20 سبتمبر 1999     | 6 مارس 1962          |

## وصلات خارجية
- موقع وزارة الخارجية التنزانية